# Дикран зігнутостеблий
Дикран зігнутостеблий (Dicranum flexicaule) — вид мохів порядку дикранальних (Dicranales).

## Поширення
Батьківщиною є Європа, Північна Америка, Азія.
Населяє вологі гумусні береги, гумус на хвойних лісах і болота на дрібних хвойних деревах (часто чорна ялина); на висотах 900–1300 метрів.

## Характеристика
Рослини в пухких пучках. Стебла 8–18 см, ледь запушені. Листки сильно серпувато-однобічні, дещо нещільні; поля майже цілі. Коробочкові ніжки 2.5–3.5 см. Коробочки дозрівають влітку.